# Sabellaria
Genre
Sabellaria est un genre de vers marins polychètes appartenant à la famille des Sabellariidae.

## Liste d'espèces
Selon ITIS :
- Sabellaria alveolata (Linné, 1767) - hermelle
- Sabellaria cementarium
- Sabellaria floridensis
- Sabellaria gracilis
- Sabellaria spinulosa
- Sabellaria vulgaris Verrill